# Éric Guirado
Éric Guirado (Lyon, 16 de setembro de 1968) é um cineasta e escritor francês.